# Ямамото Гомбэй
Ямамото Гомбэй (яп. 山本 権兵衛, 26 ноября 1852 — 8 декабря 1933), известный также как Ямамото Гоннохёэ — японский политический и государственный деятель, адмирал Императорского флота Японии. Премьер-министр Японии, 5-й министр флота Японии, временно исполняющий обязанности министра иностранных дел. «Отец японского флота» нового времени.

## Жизнеописание
Ямамото Гомбэй родился 26 ноября 1852 года в южном княжестве Сацума, в семье самурая. В 14 лет он потерял отца и занял его место в административном аппарате удела. С 16 лет Гомбэй стал приближенным Симадзу Тадаёси, правителя Сацумы. По протекции последнего он получил должность губернатора Киото в ходе реставрации Мэйдзи 1868 года.
Гомбэй участвовал в гражданской войне Босин 1868—1869 годов на стороне проимператорских сил. После войны он учился в Академии Сёхэйдзака, школе Кайсэндзё, а также Военно-морском училище в Этадзиме. В это время Гомбэй сблизился с Сайго Такамори и поддерживал радикалов в дебатах о завоевании Кореи.
В 1877 году Гомбэй окончил училище в звании младшего лейтенанта флота и отправился в кругосветное путешествие. По возвращении он командовал военными кораблями «Такао» и «Такатихо».
В 1891 году Гомбэй был назначен секретарём Сайго Цугумити, министра Императорского флота Японии. На этом посту он завоевал доверие своего начальника и сумел добиться независимости Генерального штаба флота от Генерального штаба армии. С 1893 года Гомбэй исполнял обязанности заведующего хозяйством министерства флота, а с 1895 года — возглавлял военный отдел этого министерства. На этой должности он руководил разработкой программы строительства флота, превратившей Японию в могучую морскую державу. Во время первой японско-китайской войны он успешно руководил административными делами Шанхайской армии, за что был удостоен должности министра флота Японии.
В 1898 году Гомбэй получил звание вице-адмирала. В течение нескольких лет он занимал пост министра флота в кабинетах Ямагаты Аритомо, Ито Хиробуми, Кацуры Таро. Также Гомбэй возглавлял центральное ведомство военно-морских сил Японии во время русско-японской войны. За заслуги в 1904 году его повысили до звания адмирала, наградили титулом графа и приравняли к титулованной аристократии кадзоку.
В 1913 году, после свержения третьего кабинета Кацуры, Гомбэй получил портфель премьер-министра страны и сформировал свой первый кабинет совместно с Обществом друзей конституционного правительства. Он добился внесения поправки в закон о назначении военных министров, согласно которому возглавлять военные ведомства могли возглавлять не только военные, но и гражданские лица. Однако из-за скандала вокруг даче взяток немецкой фирмы «Сименс» высокопоставленному чиновнику флота, весь кабинет Гомбэя был вынужден уйти в отставку.
Во второй раз Гомбэй возглавил страну в 1923 году, после Великого землетрясения Канто. Его кабинет начал реабилитационные работы региона Канто, провел реформу избирательной и финансовой систем, заключил договор о нормализации отношений с СССР. Однако через несколько месяцев Гомбэй сложил свои полномочия премьера, взяв на себя ответственность за нападение коммуниста Намбы Дайсукэ на наследного принца Хирохито.
В конце своей жизни Гомбэй возглавлял Сацумскую фракцию в правительстве, которая в основном состояла из офицеров флота. Он противостоял влиянию Ямагаты Аритомо, лидеру фракции Тёсю, большинство членов которой были военными Императорской армии.
Умер Ямамото Гомбэй 8 декабря 1933 года в Токио.